# Grindelwald
Grindelwald är en ort och kommun i distriktet Interlaken-Oberhasli i kantonen Bern i Schweiz. Kommunen har 3 825 invånare (2023). Orten omnämndes år 1146 som Grindelwalt.
Grindelwald ligger i Berner Oberland i den centrala delen av landet och är främst känt som en turistort. Orten är belägen i Lütschinedalen, cirka 15 kilometer sydost om Interlaken.
Det ligger i ett av Schweiz största skidområden med ett bergspanorama innehållande bergen Wetterhorn, Schreckhorn, Eiger, Mönch och Jungfrau. I Grindelwald finns det gondolbanor som går till stationerna First och Männlichen. År 2020 invigdes ytterligare en gondolbana (Eiger Express) mellan Grindelwald och Eigergletscher.
Grindelwald har tre järnvägsstationer: Grindelwald, Grindelwald Terminal och Grindelwald Grund. Järnvägsförbindelse med Interlaken (och Lauterbrunnen med byte i Zweilütschinen) finns genom Berner-Oberland-Bahn. Kuggstångsbanan Wengernalpbahn går mellan Grindelwald och Lauterbrunnen via Kleine Scheidegg (2 061 m ö.h.). Från Kleine Scheidegg går det med Jungfraubahn att nå Jungfraujoch som är Europas högst belägna järnvägsstation med utsikt över Aletsch - en av Europas största glaciärer.
En majoritet (86,5 %) av invånarna är tyskspråkiga (2014). 22,2 % är katoliker, 62,5 % är reformert kristna och 15,3 % tillhör en annan trosinriktning eller saknar en religiös tillhörighet (2014).